# 栋村 (意大利)
栋村（義大利語：Don），曾是意大利特伦托自治省的一个市镇。总面积5平方公里，人口239人，人口密度47.8人/平方公里（2009年）。ISTAT代码为022076。
2016年1月1日，栋村和安布拉尔两市镇合并为新的安布拉尔-栋市镇。